# 무라카미 다카시
무라카미 다카시(村上隆, 1962년 2월 1일 ~ )는 일본의 현대 미술가, 팝아티스트이다. 그는 (회화, 조각 등의)순수 미술과 (패션, 제품, 애니메이션 등의)상업 미술 양쪽 모두에서 작업하며 고급 예술과 저급 예술의 경계를 모호하게 하는 것으로 유명하다. '오타쿠 문화'를 미술이라는 고급문화에 접목시켰다는 평을 듣는 그는 일본의 전통 미술과 대중문화를 원천으로 ‘슈퍼플랫’의 개념을 만들어 냈다. 슈퍼플랫은 무라카미 자신 및 그가 영향을 준 일본 미술가들의 미술 스타일을 뜻하기도 한다.
무라카미는 카이카이키키 Co. Ltd.의 창립자이자 대표로서, 젊은 작가들을 돌보고 연 2회 전시회 'GEISAI'를 조직하고 있다.

## 생애 및 이력

### 배경과 초기 활동
무라카미는 도쿄 도에서 태어나고 자랐다. 유년기부터, 그는 애니메이션과 일본 만화의 팬이었고, 언젠가 애니메이션 업계에서 일하기를 희망했다. 그는 애니메이터가 되기 위해 필요한 기초적 기술을 배우기 위해 도쿄 예술대학에 진학했지만, 결국 일본 전통의 미술 관습, 기술 및 주제들이 포함된 일본 전통 회화 양식인 일본화(日本画)를 전공했다. 비록 그는 일본화에서 박사 학위를 얻으려고 했지만, 그는 점차 배타적이고 매우 정치적인 환경에 환멸을 느끼고 더 현대적인 미술 스타일, 매체 및 전략을 탐색하기 시작했다.
무라카미는 일본의 현대미술이 "서구 유행의 심한 도용"이라 믿고 그 상태에 불만족스러워했다. 따라서, 그의 초기 작품의 많은 수가 사회 비판 및 풍자 정신으로 이루어졌다. 이 시기의 노력에는 행위 예술, 90년대 초반 "대중 예술"에 대한 패러디들, 그리고 컨셉 작품들(란도셀 프로젝트(ランドセル・プロジェクト), 1991)이 포함된다. 그는 또한 그 고유의 상징, 나중에 작품 전체에 걸쳐 변화하면서 등장하는, 자화상의 형태가 되는 "Mr. DOB"을 발전시키기 시작했다. 그는 주목을 받게 되었지만, 그의 초기작 대부분은 초반에는 일본에서 잘 대접받지 못했다.

### 뉴욕에서
1994년, 무라카미는 아시아 문화 협회의 회원 자격을 얻고 한 해 동안 뉴욕에서 모마 PS1의 국제 스튜디오 프로그램에 참가했다. 체류 동안, 그는 안젤름 키퍼 등의 서구 현대 미술가들을 접하고 많은 영감을 받았다. 그는 카이카이키키의 전신이 되는 작은 스튜디오를 설립했다. 일본 귀국 후, 그는 그의 미술 연습 속에서 핵심 컨셉을 발전시켰고 유럽과 아메리카에 걸쳐 주요 갤러리와 시설들에서 전시를 시작했다.

### 전략적 접근
무라카미는 일찍이 전후 일본에서 신뢰할 수 있고 지속 가능한 미술 시장의 부재에 절망했다. 주로 이 이유에 의해, 그는 차례로 그곳에서 먼저 서구 미술에서의 자신의 입지를 세운 후 일본으로 돌아가 새로운 종류의 미술 시장을 세운다는 전략을 세웠다. 일본 문화와 역사의 고유한 면에서 비롯되었지만 참신하고 국제적으로 유효한 것을 만들기 위해, 그는 '일본 고유'의 것으로 고려될 수 있는 것을 찾기 시작했다. '고급' 예술의 요소들이 최고라는 것에 의심을 가진 후, 그는 일본의 '저급' 문화, 특히 아니메와 일본 만화, 그리고 오타쿠의 넓은 하위문화에 주목하기 시작했다. 그의 미술 스타일과 모티브(밝은 색으로 작업된 귀엽거나 불안해 보이는 아니메 그림체의 인물, 아니메 여성의 등신대 조각)는 이 전략에서 비롯되었다.

### 슈퍼플랫
2000년, 무라카미는 로스앤젤레스 현대미술관에서 그가 담당한 동명의 단체 전시회의 카탈로그에서 그의 "슈퍼플랫"론을 밝혔다. 이 설은 일본 미술사의 평평함, 2차원의 환상이라는 유산이 일본의 만화와 아니메에 들어 있다고 전제한다. 이 스타일은 표면의 강조와 평평한 원색의 배색이라는 점에서 서구적 접근과는 구별된다. 슈퍼플랫은, 무라카미가 주장한, 사회 계급과 대중의 기호가 '납작해지고', '고급'과 '저급'의 차이가 거의 나지 않는 문화를 양산하는 전후 일본 사회에 대한 비판으로도 사용되었다. 이론은 그의 작품에 맥락을 제공했으며 그는 "누리에전(ぬりえ展)"(2002, 파리 까르띠에 현대 미술 재단(Fondation Cartier pour l’art contemporain))과 "리틀 보이 : 폭발하는 일본의 서브컬처 아트전(リトルボーイ：爆発する日本のサブカルチャー・アート展)"(2005, 뉴욕 재팬 소사이어티( Japan Society))에서 공을 들였다. 이들은 일본의 잘 알려지지 않은 창조적 문화를 해외에 알리는 것을 도왔으며 그러한 전시들은 무라카미의 다양한 미술적 경험의 하나가 되었다.
슈퍼플랫 개념과 합쳐져서, 무라카미의 관행에는 "저급" 또는 하위문화로 여겨지던 요소들을 다른 모습으로 만들어서 "고급 미술" 시장에 내놓는 것이 포함되었다. 그는 또한 그의 "고급 미술" 작품들을, 봉재 인형이나 T셔츠 등의, 상품으로 만들어 적절한 가격에 살 수 있도록 함으로써 놀이의 영역을 '평평하게' 만들었다.

### 협업
2002년 마크 제이콥스의 초대로 무라카미는 패션 브랜드 루이비통과의 장기 협업을 시작했는데 핸드백 시리즈의 디자인으로 쓰인 작품들에 기여를 하면서 작업을 시작했다. 이 시리즈는 루이비통의 상호를 재조명했으며 큰 상업적 성공을 거두었다. 그는 비록 그 이전에도 패션 디자이너들과 협업을 했지만, 그의 루이비통과의 작업은 '고급 예술'과 소비주의의 경계를 모호하게 하는 것으로 유명하게 만들었다. 이는 그가 고국 일본에서는 물론 세계적으로 유명인의 반열에 오르게 해 주었다.
2007년, 무라카미는 래퍼 카니예 웨스트의 앨범 Graduation의 커버 아트를 작업했으며 노래 "Good Morning"의 애니메이션 뮤직 비디오 감독을 맡았다.
위의 두 예에 대해, 무라카미는 이후 이 프로젝트들에서의 상상을 그의 회화와 조각에 더하고, 더 나아가 예술과 상업 브랜드의 경계를 모호하게 하며 심지어 그러한 경계 자체에 의문을 던지면서 이들을 '재인용'했다.
예술과 상업 제품 사이에서 두 다리를 걸치고 있는 것에 대한 질문을 받자, 무라카미는 이렇게 대답했다:
저는 그것이 양다리를 걸친 것이라고 생각하지 않습니다. 저는 그것이 경계를 바꾸는 것이라 믿습니다. 제가 몇 년 동안 말해 오고 있는 것은 어떻게 일본에서, 그 경계가 덜 정의되냐는 겁니다. 문화 때문이기도 하고 전후의 경제 상황 때문이기도 하죠. 일본인들은 예술과 상업이 섞일 것임을 인정합니다; 그리고 사실, 그들은 융통성 없고 가식적인 서구 "고급 예술"의 계층 체계에 놀랍니다. 서구에서는, 사람들이 온갖 돌들을 던지기 때문에 그 둘을 섞는 것은 분명히 어렵습니다. 하지만 그건 괜찮습니다—제게는 단단한 모자가 준비되어 있습니다.
무라카미는 또한 일본에서 넓은 범위의 예술가들 및 사업들과 협업을 했는데, 이 중 유명한 예로는 주요 도심 부동산 개발 계획 롯폰기 힐스의 언론 홍보를 위해 그가 제작한 이미지 캐릭터가 있다.
2009년, 음악 프로듀서 퍼렐 윌리엄스는 아트 바젤(Art Basel)에서 무라카미와 협업한 조각 작품을 공개하며, "가치에 대한 은유를 묘사한다"고 언급했다.
2014년 5월, 퍼렐 및 livetune의 kz와 함께, 무라카미는 하츠네 미쿠의 곡 "Last Night, Good Night (Re:Dialed)"의 리믹스를 위한 뮤직 비디오를 제작했다. 팀은 바이스(Vice) 지와 인텔에서 주도한 유튜브 채널 The Creators Project에서 구성되었다. 같은 해, 무라카미의 첫 영화 눈의 해파리(めめめのくらげ, 메메메노쿠라게)에서 영감을 얻은 그의 일러스트 또한, 퍼렐과 니고(ニゴー)가 공동 창업한 브랜드 빌리어네어 보이즈 클럽(Billionaire Boys Club)의 T셔츠에 장식되었다.

## 근황
2008년, 무라카미는 타임 지의 "가장 영향력 있는 100인"에, 시각 예술가로서는 유일하게 지명되었다.
2010년 9월, 무라카미는 프랑스의 베르사유 궁전에서 현대 미술가 중 세 번째로, 일본인으로서는 최초로 전시회를 열어, 그의 조각, 회화, 장식된 카펫 및 램프들로 15개의 방과 정원을 채웠다.
2012년 2월, 무라카미는 카타르의 도하에서 전시회를 열었다. 이 전시회에는 60점의 이전작들과 전시회를 위해 특별히 디자인된 새 작품들이 전시되었다. 새 작품들 중에는, 후쿠시마 원전 사고 이후 일본인들의 고통이 묘사된 100미터 길이의 장벽이 있었다.

## 작품 가치
가슴에서 젖이 나오는 것으로 줄넘기를 하는 아니메이션 인물의 등신대 조각『HIROPON』 히로뽕이 2002년 5월 크리스티스 경매장에서 427,500달러(약 4,890만엔)에 낙찰되었다. 1년 후 웨이트리스 미소녀 모습의 등신대 조각 『Miss Ko2(KoKo)』가 567,500달러(약 5,800만엔)에 낙찰되었다.

## 카이카이키키
카이카이키키는 무라카미의 넓은 범위에서의 미술적 노력을 실행시키며, 사무실과 제작 스튜디오를 두고 있다. 무라카미의 작품들과 프로젝트들을 다루면서, 회사는 젊은 미술가들의 이력을 관리하고, 국제 미술 프로젝트들을 조직하고, 상품을 제작하며 홍보하며, GEISAI 미술전을 조직 및 운영한다.
국제적인 명성과 성공을 거두면서, 무라카미는 젊은 세대의 일본 미술가들을 성숙시키고 지원하는 데 힘써오고 있다. 운영을 음반 회사에 비유하며, 그는 지원과 이력에 대한 기초적 조언을 제공한다. 이 노력을 통해, 그는 일본 고유의 지속 가능한 미술 시장을 세우려고도 하고 있다.
2008년, 카이카이키키는 도쿄 사무실 지하의 공간을 갤러리로 개조했다. 카이카이키키 갤러리는 그 아래의 미술가들뿐 아니라 마크 그로트얀(Mark Grotjahn)과 프리드리히 쿠나트(Friedrich Kunath) 등의 해외 미술가들을 위해서도 전시회를 개최해 왔다. 모든 전시는 무라카미가 주관했다.
Hidari Zingaro라 불리는 제2의 갤러리는 2010년에 개관해 현재는 도쿄 나카노 구의 나카노 브로드웨이 내 네 군데의 위치로 확장되어 있다.

## GEISAI
2002년부터 무라카미는 GEISAI라 불리는 고유의 직접 참여 미술 전시회를 조직해오고 있다. 1년에 두 번으로 한 번은 도쿄, 한 번은 타이베이에서 개최되며 마이애미에서도 개최되어 왔다. 기존에 전시된 갤러리에 자리를 주기보다는 미술가들이 직접 부스를 만들어 잠재적 구매자와 직접 소통할 수 있게 하고 있다.

## 평가
아트 상품 판매 뿐만 아니라 루이비통과의 가방 디자인 협업 이후 전 세계적으로 유명해졌고 미술은 물론 엔터테인먼트, 영상을 넘나들며 상업적으로도 성공을 거둔 작가로 평가된다. 그러나 일본의 오타쿠들로부터는 일본의 애니메이션과 만화의 표면적 측면만을 차용해 서양적인 예술과 결탁했다는 부정적인 평을 듣기도 한다.

## 비판
미국 유명 만화작가 오오츠카 에이지는 "가짜 현대미술을 만드는 무라카미 타카시는 존경하지 않는다. 곧 망할 것이다. 우리가 말하는 무라카미 타카시는 4코마 망가를 그리는 무라카미 타카시이다(동명이인), 무라카미 타카시는 세계2차대전 전쟁에서 패한 일본인들의 반성하는 멘탈리티를 완전히 무시하고 있는 위험한 인물"이라고 비판하였다.
또한 무라카미 타카시와의 친분으로 일본에서 상업적인 성공을 바라는 미국 세레브와 아티스트들의 협업에서 유명해진 케이스이다.
즉 무라카미 타카시가 영어를 잘하는 일본인 유명 아티스트로 미국에 알려진 점, 직접 미국에서 미국 세레브들과 친분을 유지하는 일본의 아티스트가 적었던 점, 미국적 예술이 매우 많이 팔리는 일본에서 무라카미 타카시를 이용해서 일본에서 상업적 성공을 바라는 미국 기업과 아티스트로 인해 무라카미 타카시는 작품과 평판, 실력에 비해 과대평과된 아티스트가 아닌가 하는 평이 있다.

## 저서
- 『이상한 숲의 DOB군 무라카미 다카시 1st 작품집(ふしぎの森のDOB君　村上隆1st作品集)』 미술출판사(美術出版社), 1999년. ISBN 4568103258
- 『Summon Monsters? Open The Door? Heal? Or Die? - 소환할까 문을 열까 회복할까 전멸할까(Summon Monsters? Open The Door? Heal? Or Die? - 召喚するかドアを開けるか回復するか全滅するか)』 카이카이키키, 2001년. ISBN 4939148033
- 『투 아트(ツーアート)』 피아(ぴあ), 2003년. 키타노 타케시와 공저.
- 『The★ Geisai―아트를 폭발시키는 장소(The★ Geisai―アートを発見する場所)』 카이카이키키, 2005년. ISBN 4939148173
- 『SUPER FLAT』 마도라출판(マドラ出版), 2005년. ISBN 4944079346
- 『리틀 보이ー폭발하는 일본의 서브컬처 아트(リトルボーイ―爆発する日本のサブカルチャー・アート)』 재팬 소사이어티/예일 대학교 출판부, 2005년. ISBN 493914819X
- 『예술기업론(芸術起業論)』 겐토샤(幻冬舎), 2006년. ISBN 978-4344011786
- 『예술투쟁론(芸術闘争論)』 겐토샤, 2010년. ISBN 9784344019126
- 『무라카미 다카시 완전독본 미술수집전기사 1992-2012(村上隆完全読本 美術手帖全記事1992-2012)』 미술출판사, 2012년. ISBN 978-4568104509
- 『창조력 없는 일본――아트의 현장을 되살리는 「각오」와 「계속」(創造力なき日本――アートの現場で蘇る「覚悟」と「継続」)』 가도카와 쇼텐, 2012년. ISBN 978-4-04-110330-2
- 『열전! 일본미술사(熱闘! 日本美術史)』 신초샤, 2014년. 츠지 노부오(辻惟雄)와 공저.